# Armenia la Concursul Muzical Eurovision Junior 2011
Armenia va fi reprezentată de Dalita, cu muzica Welcome to Armenia.

## Selecția Națională
Selecția Națională s-a desfășurat pe 17 septembrie pe postul principal de televiziune din Armenia (ARMTV). Sistemul de vot a fost 50% public, 50% juriu de specialitate.

### Participanți
| #  | Artist             | Cântec                |
| -- | ------------------ | --------------------- |
| 1  | Razmik & Friends   | "Yes Sirum Em Kez”    |
| 2  | Milena Vardanyan   | "Stop"                |
| 3  | Maria Yenokyan     | “Nor Erg”             |
| 4  | Petros Ghazaryan   | "Im Yerazank”         |
| 5  | Ninela Mkhitaryan  | “Notaneri Ashkharhum” |
| 6  | Tatev Yengibaryan  | “Hayeren”             |
| 7  | DoReMi             | “Dance With Me”       |
| 8  | Nadezhda Sargsyan  | ”Tik-Tak”             |
| 9  | Allegro            | “Bnutyan Hrashkner”   |
| 10 | Meri Arzumanyan    | “Pari Ritmer”         |
| 11 | Monika Navasardyan | “Slatsik Kami”        |
| 12 | Dalita             | “Welcome to Armenia”  |
| 13 | Anahit Hakobyan    | “Balet”               |
| 14 | Sona Gyulkhasyan   | “Togh”                |
| 15 | Milli              | “Milli-on”            |
| 16 | Vahagn Grigoryan   | “Mer Bake”            |